# Blood Money (videogioco)
Blood Money è uno sparatutto a scorrimento sviluppato dalla software house britannica DMA Design e pubblicato dalla Psygnosis per Amiga, Atari ST e MS-DOS nel 1989, poi Commodore 64 nel 1990.
Il gioco permette di pilotare quattro tipi di veicoli in ambientazioni fantascientifiche, con scorrimento in direzione variabile; la maggior parte dei nemici, una volta distrutti, rilascia delle monete (da cui il titolo, traducibile come "soldi insanguinati").
Lo sviluppo di Blood Money iniziò subito dopo l'uscita del precedente Menace, da cui ha infatti ereditato elementi in comune. Il team di sviluppo, guidato da David Jones, ha utilizzato hardware avanzato per sviluppare Blood Money, spingendo la tecnologia dell'epoca a livelli superiori. Il gioco ha ricevuto recensioni molto positive, con lodi soprattutto indirizzate al gameplay e alla grafica, divenendo anche un successo commerciale, vendendo oltre 40 000 copie.

## Trama
Spondulix è uno studente, che si trova in trasferta sul pianeta "Thanatopia 32". Stanco della monotonia dell'ambiente scolastico, decide di partecipare ad uno spericolato "safari spaziale" su quattro diversi pianeti sconosciuti, ma non possiede il denaro necessario per l'iscrizione. Demoralizzato decide di tornare allo studio, abbandonando l'idea del safari spaziale, tuttavia una lettera in arrivo dai suoi genitori lo spingerà ad entrare in azione.

## Modalità di gioco
Il videogioco si sviluppa su una computer grafica 2D, con visuale laterale e scorrimento in direzioni variabili. Il giocatore, oppure due giocatori in cooperazione simultanea, si muove attraverso quattro diversi livelli su differenti pianeti, prendendo il controllo di un veicolo che cambia a ogni livello superato: un elicottero nel "mondo di metallo", un sottomarino nel "mondo d'acqua", una tuta volante nel "mondo di ghiaccio" e un caccia intercettore nel "mondo di fuoco". Ogni veicolo è dotato di un armamento unico, che il giocatore usa per attaccare i nemici mentre avanzano verso di lui. Con il denaro rilasciato dai nemici distrutti, sotto forma di monete da raccogliere, è possibile acquistare negli appositi negozi i power-up per il veicolo, che conferiscono armi e potenziamenti aggiuntivi, come il missile aria-aria o la bomba al neutrone. Oltre ai comuni nemici, è necessario stare attenti ai "ladri": il contatto con questi alieni non riduce l'energia, ma essi rubano il denaro raccolto dal giocatore. L'energia dei veicoli rappresenta i punti ferita del giocatore, e si esaurisce quando il veicolo impatta o tocca i nemici – tranne, appunto, i "ladri" –  e le pareti dei livelli. Quando tutta l'energia viene persa, il giocatore perde una vita; all'inizio del gioco tre vite sono disponibili ma altre di queste possono essere raccolte progredendo attraverso i livelli. Quando tutte le vite si esauriscono, si va incontro al game over e il giocatore viene inviato alla schermata iniziale per ricominciare. I primi due livelli possono essere selezionati a partire dall'inizio del gioco; successivamente al completamento di uno è possibile selezionare qualsiasi mondo senza restrizioni. Alla fine di ogni livello, per completarlo, è necessario sconfiggere un boss.

## Sviluppo
Dopo il successo di Menace, uscito nel 1988, David Jones iniziò a sviluppare Blood Money il 4 gennaio 1989, su un computer dotato di microprocessore Intel 80386 a 25 MegaHertz concessogli dalla stessa Psygnosis, assieme ad un Intel System Development Kit. Al momento dello sviluppo, Jones vide Blood Money come un perfezionamento alla base del progetto di Menace. Nella realizzazione di Blood Money, Jones è stato fortemente ispirato da Mr. Heli, sviluppato dalla Irem nel 1987. La copertina del gioco è stata disegnata dall'artista inglese Peter Andrew Jones, inizialmente per il romanzo Il difensore di Larry Niven, ma poi adattata al gioco.

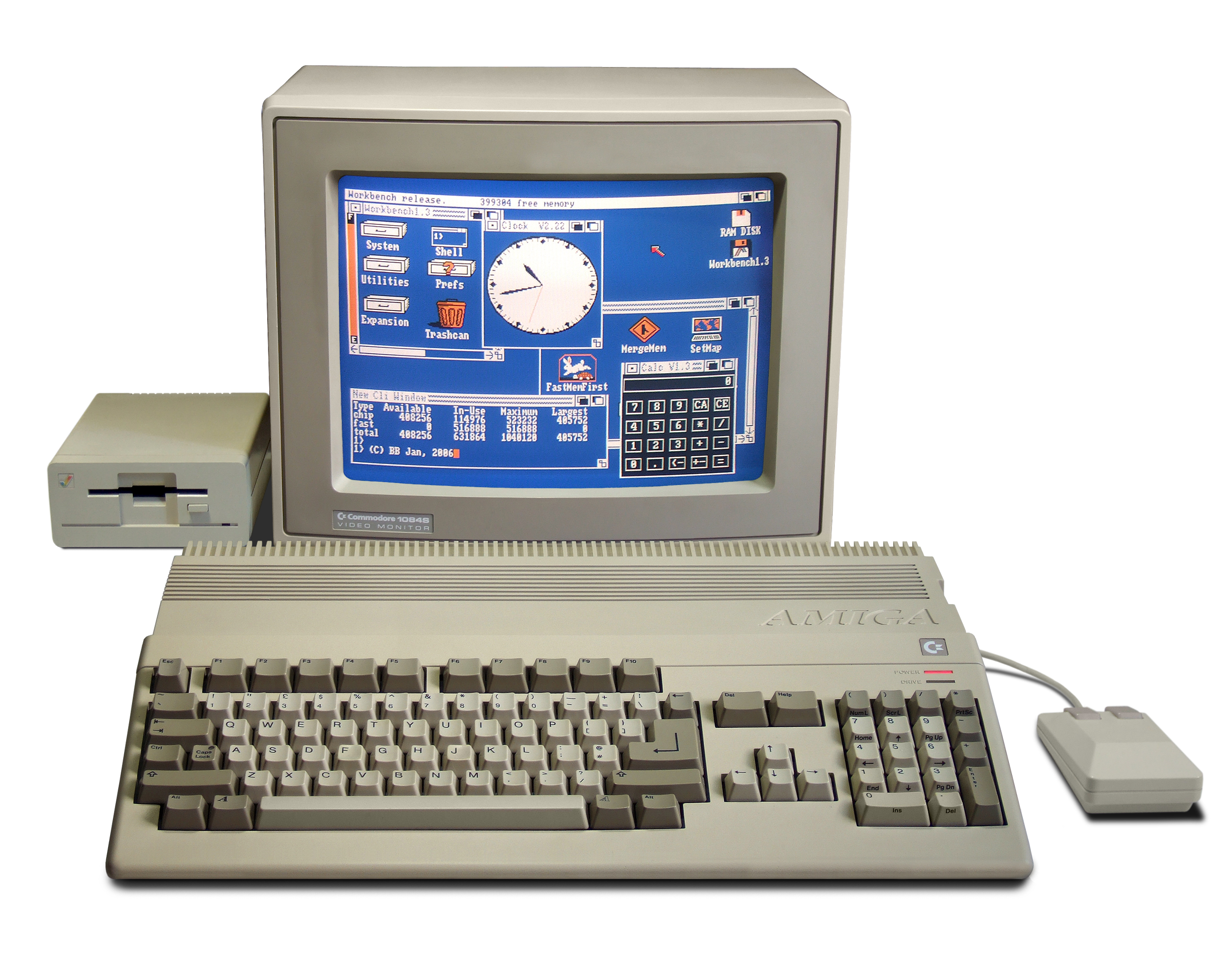
Il computer Amiga 500, piattaforma madre del gioco.

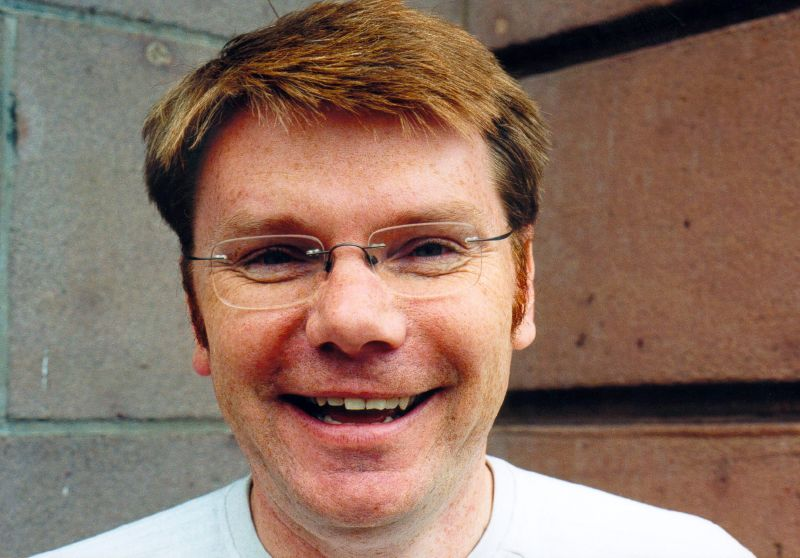
David Jones, primo sviluppatore del gioco.

Con Blood Money, David Jones era determinato a fare uso completo della scala di colori dell'Amiga, optando per utilizzare un sistema di blitter che permetteva una elaborazione dati più rapida. Tony Smith, che aveva già lavorato su Menace, concepì la grafica per Blood Money, mentre Jones iniziò a lavorare su un nuovo sistema di scorrimento per il gioco. Mike Dailly si occupò di creare un metodo efficiente per spostare i nemici sullo schermo, che poi Jones incorporò in Blood Money. Le animazioni del gioco affascinarono l'amico di Jones, Gary Timmons, che poi iniziò a sperimentare lavori con il programma "Deluxe Paint" creato dalla Electronic Arts; la sua abilità con Deluxe Paint, che lo portò ad essere assunto in DMA Design, avrebbe ispirato alcune delle animazioni poi utilizzate nel gioco successivo, Walker, del 1993.
Della conversione del gioco per MS-DOS si occupò Tim Ansell di The Creative Assembly, mentre della versione Atari ST, si occupò un amico di Jones, Wayne Smithson; la versione per Commodore 64 venne realizzata da Dailly, successivamente al "Personal Computer World Show" nel settembre 1989. Per la versione Commodore, Dailly dovette scrivere un nuovo sistema per gli sprite e rielaborare lo scorrimento multi-direzionale; inoltre programmò personalmente le funzioni all'avvio della musicassetta in modo che il giocatore potesse intrattenersi con un mini-gioco, mentre Blood Money era in fase di caricamento.
Smith riprogettò la grafica per il porting del Commodore, ma rimase piuttosto sbandato dalle limitazioni dell'hardware: fu necessario disegnare il doppio dei pixel utilizzando il medesimo programma, "Deluxe Paint", e limitare il rendering ad una profondità di colore pari a sedici. Dailly terminò lo sviluppo della versione per Commodore 64 il 12 marzo 1990.

## Accoglienza
| Testata                    | Versione     | Giudizio |
| -------------------------- | ------------ | -------- |
| Computer and Video Games   | AMIGA/MS-DOS | 85/100   |
| Computer and Video Games   | ATARI ST     | 84/100   |
| Computer and Video Games   | C64          | 79/100   |
| Zzap! (ITA)                | AMIGA        | 90/100   |
| Zzap!64 (UK)               | AMIGA        | 94/100   |
| The Games Machine (ITA)    | AMIGA        | 95       |
| The Games Machine (ITA)    | ST           | 88       |
| The Games Machine (ITA)    | MS-DOS       | 86       |
| The Games Machine          | -            | 90/100   |
| K                          | AMIGA        | 732/1000 |
| K                          | ST           | 740/1000 |
| K                          | C64          | 385/1000 |
| Guida Videogiochi          | AMIGA        | 18-6-6-6 |
| Guida Videogiochi          | ST           | 17-6-5-5 |
| Guida Videogiochi          | MS-DOS       | 16-5-4-2 |
| Amiga Magazine             | -            | 98%      |
| Videogame & Computer World | AMIGA        | 8.6/10   |

Blood Money ha ricevuto recensioni positive da parte della critica, in particolare per il suo gameplay, sofisticatezza grafica e suono; il gioco ha venduto oltre 40 000 copie, il doppio di quelle vendute da Menace.
Stuart Wynne di Zzap! britannica ha trovato nel gioco "un'esperienza superba", mentre Robin Hogg della stessa rivista ha descritto la qualità grafica come una delle migliori del suo tempo, lodando le animazioni e gli sfondi. Sempre Zzap! ha classificato Blood Money come il miglior gioco Amiga degli anni 1980.
Gary Barrett di ST/Amiga Format britannica, e l'italiana Amiga Byte 14, hanno definito il gioco come il migliore shoot 'em up su Amiga. Al contrario, Mike Pattenden di CU Amiga ha criticato la difficoltà, ritenendola poco ripagante per il giocatore. Anche Commodore Computer Club ne criticò l'eccessiva difficoltà. La rivista The One ha ammesso che Blood Money è «tra gli shoot 'em up più impegnativi e tecnicamente meglio realizzati»; mentre ST Format lo ha dichiarato il secondo miglior shoot 'em up del 1990.
Paul Glancey di Computer and Video Games ha apprezzato la sequenza di apertura del gioco, e ha affermato di come gli sprite siano «tra i meglio realizzati ed animati in un gioco per Amiga». Anche The Games Machine ha trovato la grafica di ottima fattura, definendola «assolutamente impressionante». Invece, Pattenden di CU Amiga ha criticato la qualità visiva, accusandola di possedere poca profondità.
La componente audio del gioco ha ricevuto molti elogi. Phil King di Zzap! è rimasto colpito dalla colonna sonora, e in particolare dalla musica introduttiva. Allo stesso modo The Games Machine britannica ha apprezzato l'audio del gioco, specificando di come sia dotato di un suono "eccellente"; Gary Barrett di ST/Amiga Format ha preferito i singoli effetti audio piuttosto che la colonna sonora, giudicando però il tutto inferiore alla qualità di Menace. Molto più severo è stato Pattenden di CU Amiga che ha giudicato l'audio del gioco «[dotato di] una colonna sonora povera ed effetti sonori nella media».
Non sono mancati comunque voti estremamente critici e negativi nei confronti del gioco. Esemplare è quello della rivista K che ha conferito alla versione per Commodore 64 una piena insufficienza, affermando: «Purtroppo il gioco per 16-bit era privo di spessore e troppo difficile da completare. La Psygnosis ha cercato di risolvere alcuni di questi problemi, rendendo la versione per C64 più semplice, ma il gioco rimane ancora privo di atmosfera. Una delusione».

### Esplicative
1. ↑  I criteri da sinistra verso destra: Interesse. Animazione. Grafica. Sonoro.

### Fonti
1. 1 2  (EN) Mike Dailly, The Complete History of DMA Design (Chapter 4, part 1), su javalemmings.com. URL consultato il 16 febbraio 2017.
2. ↑  DMA Design, pp. 6-9.
3. 1 2 3 4 5  (EN) Blood Money (JPG), in Computer and Video Games, n. 92, Peterborough, EMAP, giugno 1989,  p. 48, ISSN 0261-3697 (WC · ACNP).
4. ↑  (EN) DMA Design Limited, Blood Money, su archive.org. URL consultato il 16 febbraio 2017.
5. 1 2 3  (EN) Mike Dailly, The Complete History of DMA Design (Chapter 2, part 1), su javalemmings.com. URL consultato il 16 febbraio 2017.
6. ↑  DMA Design, p. 12.
7. ↑  (EN) Peter Andrew Jones, su peterandrewjones.net. URL consultato il 16 febbraio 2017.
8. 1 2  (EN) Mike Dailly, The Complete History of DMA Design (Chapter 2, part 4), su javalemmings.com. URL consultato il 16 febbraio 2017.
9. ↑  (EN) DMA Design, Creative Assembly, Blood Money, in MS-DOS, Psygnosis, 1989.
«"IBM Conversion: Tim Ansell"»
10. 1 2  (EN) Mike Dailly, The Complete History of DMA Design (Chapter 3, part 2), su javalemmings.com. URL consultato il 16 febbraio 2017.
11. 1 2  (EN) Mike Dailly, The Complete History of DMA Design (Chapter 2, part 5), su javalemmings.com. URL consultato il 16 febbraio 2017.
12. ↑  (EN) Mike Dailly, The Complete History of DMA Design (Chapter 3, part 1), su javalemmings.com. URL consultato il 16 febbraio 2017.
13. ↑  (EN) Julian Rignall, Blood Money, in Computer and Video Games, n. 105, agosto 1990,  p. 58. URL consultato il 16 febbraio 2017.
14. ↑   Blood Money (JPG) (C64), in Zzap!, anno 5, n. 47, Milano, Edizioni Hobby, luglio 1990,  p. 24, OCLC 955306919.
15. 1 2 3  (EN) Stuart Wynne, Blood Money (JPG), in Zzap!64, n. 51, Ludlow, Newsfield, giugno 1989,  pp. 68-69, ISSN 0954-867X (WC · ACNP).  Trascrizione del testo, su amigareviews.classicgaming.gamespy.com (archiviato dall'url originale il 15 ottobre 2007).
16. ↑   Blood Money (JPG) (Amiga), in The Games Machine, n. 10, Milano, Edizioni Hobby, giugno 1989,  p. 40, OCLC 955708482.
17. ↑   Blood Money (JPG) (ST), in The Games Machine, n. 14, Milano, Edizioni Hobby, novembre 1989,  p. 23, OCLC 955708482.
18. ↑   Blood Money (JPG) (DOS), in The Games Machine, n. 19, Milano, Edizioni Hobby, aprile 1990,  pp. 64-65, OCLC 955708482.
19. 1 2 3  (EN) Roger Kean, Blood Money, in The Games Machine, n. 19, giugno 1989,  p. 43. URL consultato il 16 febbraio 2017.
20. ↑   Blood Money (JPG) (Amiga), in K, n. 8, Milano, Glénat, luglio 1989,  p. 28, ISSN 1122-1313 (WC · ACNP).
21. ↑   Blood Money (JPG) (ST), in K, n. 11, Milano, Glénat, novembre 1989,  p. 55, ISSN 1122-1313 (WC · ACNP).
22. 1 2   Blood Money (JPG) (C64), in K, n. 20, Milano, Glénat, settembre 1990,  p. 66, ISSN 1122-1313 (WC · ACNP).
23. ↑   Blood Money (JPG) (Amiga), in Guida Videogiochi, n. 4, Milano, Gruppo Editoriale Jackson, ottobre 1989,  pp. 16-17.
24. ↑   Blood Money (JPG) (ST), in Guida Videogiochi, n. 8, Milano, Gruppo Editoriale Jackson, febbraio 1990,  p. 42.
25. ↑   Blood Money (JPG) (MS-DOS), in Guida Videogiochi, n. 13, Milano, Gruppo Editoriale Jackson, luglio 1990,  p. 44.
26. ↑   Blood Money (JPG), in Amiga Magazine, anno 2, n. 8, Milano, Gruppo Editoriale Jackson, 1989,  p. 52, OCLC 955381984.
27. ↑   Blood Money (JPG) (Amiga), in Videogame & Computer World, anno 2, n. 6, Rho (MI), Derby, luglio 1989,  pp. 14-15.
28. ↑  (EN) The Best Games of the 80's Decade (JPG), in Zzap!64, n. 57, Ludlow, Newsfield, gennaio 1990,  p. 29, ISSN 0954-867X (WC · ACNP).
29. ↑   Blood Money (JPG), in Amiga Byte, n. 14, Milano, Arcadia/Elettronica 2000, agosto 1989,  p. 21, OCLC 955729050.
30. 1 2  (EN) Gary Barrett, Blood Money, in ST/Amiga Format, n. 11, maggio 1989,  pp. 72-73. URL consultato il 16 febbraio 2017 (archiviato dall'url originale il 15 ottobre 2007).
31. 1 2 3  (EN) Blood Money (JPG), in Commodore User, n. 69, Londra, EMAP, giugno 1989,  pp. 54-55, ISSN 0265-721X (WC · ACNP).
32. ↑   Blood Money (JPG), in Commodore Computer Club, n. 66, Opera (MI), Systems Editoriale, luglio 1989,  p. 90, OCLC 955780203.
33. ↑  (EN) Blood Money, in The One, n. 33, giugno 1991,  p. 92. URL consultato il 16 febbraio 2017.
34. ↑  (EN) Blood Money (PDF), in ST Format, n. 18,  pp. 34-37. URL consultato il 16 febbraio 2017.